# 德魯熱柳比夫卡 (博羅瓦區)
49°15′51″N 37°51′31″E / 49.26417°N 37.85861°E
德魯熱柳比夫卡（烏克蘭語：Дружелюбівка）是位於烏克蘭東部的村莊，由哈爾科夫州伊久姆區的博罗瓦市镇負責管轄。該村始建於1682年，面積1.52平方公里，海拔高度191米，2001年人口356，人口密度每平方公里234.2人。